# Rivière Maquatua
Rivière Maquatua är ett vattendrag i Kanada.   Det ligger i provinsen Québec, i den östra delen av landet, 900 km norr om huvudstaden Ottawa.
Runt Rivière Maquatua är det mycket glesbefolkat, med 4 invånare per kvadratkilometer.